# Orso Maria Guerrini
Pour les articles homonymes, voir Guerrini.
Orso Maria Guerrini, né le 25 octobre 1943 à Florence  est un acteur italien.

## Filmographie

### Cinéma
- 1966 : Mon nom est Pécos (2 once di piombo) de Maurizio Lucidi : l'homme de main de Clane
- 1968 : Saludos, hombre (Corri, uomo corri) de Sergio Sollima : Raul
- 1968 : Roma come Chicago (Banditi a Roma) d'Alberto de Martino : Lo Cascio
- 1969 : Eat It de Francesco Casaretti
- 1969 : Barbagia (La societa del malessere) de Carlo Lizzani
- 1970 : Cuori solitari de Franco Giraidi
- 1970 : Opération Snafu (Rosolino Paterno, soldato...) de Nanni Loy
- 1970 : Le Conformiste (Il Conformista) de Bernardo Bertolucci
- 1970 : Un homme nommé Sledge (A Man Called Sledge) de Vic Morrow
- 1970 : Waterloo de Serguy Bondarchuk : un officier
- 1972 : Girolimoni, il mostro di Roma de Damiano Damiani : Gianni di Meo
- 1974 : Le Baiser d'une morte (Il Bacio di una morta) de Carlo Infascelli : Conte Guido Rambaldi di Lampedusa
- 1976 : Laure d'Emmanuelle Arsan : professeur Gaultier Morgan
- 1976 : Brigade spéciale (Roma a mano armata) d'Umberto Lenzi : Ferrender
- 1976 : Big Racket (Il grande racket) d'Enzo G. Castellari : Giovanni Rossetti
- 1976 : Nina (A Matter of Time) de Vincente Minnelli : Gabriele d'Orazio
- 1976 : Keoma d'Enzo G. Castellari : Butch Shannon
- 1978 : Agonas horis telos de Pantelis Skroubelos :
- 1980 : Desideria (Desideria : la vita interiore) de Gianni Barcelloni : Quinto
- 1981 : Bosco d'amore d'Alberto Bevilacqua :
- 1981 : La Gatta da pelare de Pippo Franco : professeur Maraldi
- 1991 : 18 anni tra una settimana de Luigi Perelli : Ortensi
- 1992 : L'Atlantide de Bob Swaim : Ben Cheikh
- 1994 : Il Burattinaio de Nini Grassia : Tony Romeo
- 1995 : Vendetta (en) de Mikael Håfström : Giuseppe Cortini
- 1996 : Mensaab de Gabriele Tanferna :
- 1996 : L'Ombre du pharaon de Souheil Ben-Barka :
- 1997 : Double Team de Tsui Hark : un résident de la colonie
- 1997 : The Eighteenth Angel de William Bindley : Paolo Pagano
- 1998 : Annaré de Nini Grassia : le percepteur
- 2000 : Alex l'ariete de Damiano Damiani : Barra
- 2001 : Lo strano caso del signor Kappa de Fabrizio Lori : sénateur Versini
- 2002 : Un giudice di rispetto de Walter Toschi : Don Carmine di Cristina
- 2002 : La Mémoire dans la peau (The Bourne Identity) de Doug Liman : Giancarlo
- 2004 : Countdown (en) (Lichnyy nomer) d'Evgeniy Lavrentey : le premier ministre italien
- 2009 : Il Soffio dell'anima de Vittorio Rambaldi : le père de Luna
- 2009 : Trappola d'autore de Franco Salvia : Omar Dimitri
- 2011 : La Meravigliosa avventura di Antonio Franconi de Luca Verdone :
- 2015 : Lacrime di San Lorenzo de Giampiero Caira : sénateur Verini
- 2016 : Tiramisu de Fabio de Luigi : le patron
- 2017 : Il Crimine non va in pensione de Fabio Fulco : Alfio le général
- 2019 : Michel-Ange (Il Peccato) d'Andrei Kontchalovski : le marquis Malaspina

### Télévision
- 1976: Cosmos 1999 Saison 1 épisode 23  "Le testament d'Arcadie" : Luke Ferro. Crédité en tant que Guest Star".
- 1996 : Dans un grand vent de fleurs : Orso di Luca